# Lenalee Lee
Lenalee Lee  (リナリー・リー Rinarī Rī?) es uno de los personajes principales del manga y anime D.Gray-man creada por Katsura Hoshino.

## Historia
Sus padres murieron en manos de un akuma cuando era una niña. Debido a su habilidad para manejar la inocencia, fue forzada a convertirse en exorcista y carnicera. En este tiempo, ella presenció una gran cantidad de experimentos realizados con la inocencia provocando que sintiera temor hacia Leverrier. Después al regresar su hermano, Komui y después de recuperarse, luchó con sus amigos lo mejor que pudo para recordar que ahora tenía un hogar al cual regresar, es decir la orden.
Ella conoció a Lavi y a Kanda desde que era muy joven, y a Allen desde el inicio. Su percepción del mundo es que sus amigos son su familia, y cuando uno de ellos muere es como si parte de su mundo se destruyera. Esto se demuestra cuando en los capítulos actuales a partir de la pérdida de parte de sus amigos, Kanda esta presuntamente muerto, Lavi ha sido secuestrado por los Noé y Allen ha abandonado la orden. Ella es la última en ver a Allen, cuando Allen está a punto de irse por un portal creado por el arca, llega Lenalee y le dice que si se va ella y él tendrán que pelear, a lo que Allen responde que no importa lo que pase, el seguirá siendo siempre un exorcista, no importa si los caminos que siguen sean diferentes eso nunca cambiará. Luego Allen le dice que la quiere igual que a todos los demás en la orden, su verdadero hogar siempre. Después, Allen desaparece y Lenalee queda de rodillas llorando en el piso.

## Personalidad
Lenalee es una chica tranquila dulce y que se preocupa por sus amigos. No obstante, si se enoja es algo peligrosa.
Lenalee también aparece en el manga Zone solo que tiene una apariencia muy distinta aun así presentan ambas, ciertas similitudes.
Un dato extra es que ella no recuerda la muerte de sus padres.
Otro, sería que ella debajo de su falda lleva un short (apareció en una imagen de un tomo del manga)
Además, puede entrar en un mundo de la luna reflejada sobre un lago. Donde Allen se ve a sí mismo tras su combate con tiky mikk

## Exorcista
Su arma anti-akuma son las botas oscuras (ダークブーツ?), que le hace capaz de correr a grandes velocidades, caminar sobre el agua y usarlas como estaca. 
Cuando llegó al 100% perdió su movilidad hasta que al beber un líquido de su inocencia se transformaron de tipo equipamiento a tipo cristal único en su especie.
- Datos: Q5553982